# Auf dem Gutshof

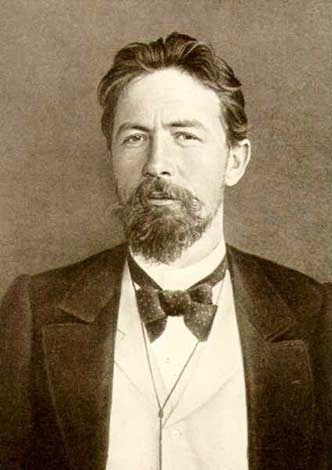
Anton Tschechow

Auf dem Gutshof (russisch В усадьбе, W ussadbe) ist eine Erzählung des russischen Schriftstellers Anton Tschechow, die am 28. August 1894 in der Moskauer Russischen Zeitung erschien.
John Josephsohn übertrug den Text 1911 ins Deutsche. Andere Übersetzungen: 1899 ins Serbokroatische (На селу – Auf dem Lande), 1901 ins Tschechische (V panskem dome – Im Herrenhaus) und 1903 ins Englische (At the Manor – Auf dem Landgut).

## Inhalt
Der verwitwete Gutsbesitzer Pawel Iljitsch Raschewitsch ist verschuldet und wird von seinen Bekannten gemieden. Hinter seinem Rücken nennen sie ihn einen Menschenfeind und eine Kröte. Raschewitsch weiß – man sagt, er habe mit seinem gelegentlich aufbrausenden Worterguss den Tod seiner Frau mitverschuldet. Trotzdem kann er solche Gespräche – besser gesagt, Monologe – nicht lassen. Der junge Untersuchungsrichter Meier hört sich Raschewitschs Geschwafel geduldig an, denn der Jurist interessiert sich für eine der Töchter des Hauses. Die 24-jährige Shenja und die 22-jährige Iraida kommen nicht zu Wort. Ärgerlich.
Traurig schauen die Töchter ihren überaus redseligen Vater an. Der „Dummschwätzer“ Raschewitsch weiß zwar, dass ein Schwiegersohn die finanziellen Sorgen gewissermaßen erben würde und dennoch kann er auch diesmal nicht an sich halten – sieht als Adeliger in seiner Tirade auf die Bürger verächtlich herab. Als Raschewitsch – im Glauben, er habe mit seinem Gast einen Mann von Adel vor sich – das Bürgertum beschimpft, wird das dem bürgerlichen Meier zu viel. Er verabschiedet sich und geht auf Nimmerwiedersehn.
In der darauffolgenden Nacht hat Shenja einen hysterischen Anfall. Iraida schluchzt. Am Morgen dann schimpfen die Töchter den Vater aus dem Nebenzimmer vernehmlich „Kröte!“

## Deutschsprachige Ausgaben
- Anton Pavlovič Čechov: Das erzählende Werk in zehn Bänden.Diogenes Zürich 1976. Teil: Rothschilds Geige. Erzählungen 1893-1896. Aus dem Russischen von Gerhard Dick, Ada Knipper und Michael Pfeiffer. 334 Seiten, ISBN 978-3-257-20265-6 (enthält noch: Volodja der Große und Volodja der Kleine. Der schwarze Mönch. Weiberwirtschaft. Der Student. Der Literaturlehrer. Auf dem Gutshof. Die Erzählung des Obergärtners. Die Gattin. Anna am Halse. Weißstirnchen. Der Mord. Ariadna. Das Haus mit dem Zwischenstock)
- Anton Tschechow: Anna am Halse. Erzählungen. Ausgewählt und mit einer Nachbemerkung versehen von Horst Roatsch. 212 Seiten. Eulenspiegel Verlag, Berlin 1978 (2. Aufl. 1981), ohne ISBN  (enthält noch: Der Tod des Beamten. Vom Regen in die Traufe. Lektüre. Unteroffizier Prischibejew. Ein Scherz. Gespräch eines Betrunkenen mit einem nüchternen Teufel. Der Redner. Intrigen. Der Löwen- und Sonnenorden. Der Rächer. Auf dem Gutshof. Die Stachelbeeren. Herzchen. Der Dicke und der Dünne)

### Verwendete Ausgabe
- Auf dem Gutshof. Aus dem Russischen übersetzt von Ada Knipper und Gerhard Dick, S. 438–447 in: Anton Tschechow: Weiberwirtschaft. Meistererzählungen, Band aus: Gerhard Dick (Hrsg.), Wolf Düwel (Hrsg.): Anton Tschechow: Gesammelte Werke in Einzelbänden. 582 Seiten. Rütten & Loening, Berlin 1966 (1. Aufl.)